# Bonanza (Nicaragua)
Bonanza ist eine Gemeinde in der Región Autónoma de la Costa Caribe Norte des mittelamerikanischen Staates Nicaragua.
Der Ort hat rund 15.000 Einwohner und die Mehrheit der Bevölkerung sind Mestizen. Für die Wirtschaft der Gemeinde ist der Anbau von Bananen sehr wichtig. Ein zweites Standbein ist der Bergbau, der zahlreiche Menschen aus aller Welt angelockt hat, um nach Gold zu schürfen. 1996 fanden die ersten Wahlen der Gemeindevertretung statt.

## Geographie
Nördlich von Bonanza liegt Waspán, im Osten liegt Rosita. Südlich der Gemarkung liegt Siuna, und im Westen liegen die Municipios El Cuá und San José de Bocay. Bonanza erstreckt sich zwischen 84° 31' 40" und 84° 36' 29" westlicher Länge bzw. 13° 54' 00" und 14° 14' 35" nördlicher Breite. Der Ort liegt 410 km entfernt von der Hauptstadt Managua.

## Städtepartnerschaft
- Rohrbach in Oberösterreich, Österreich: Fördert die Ausbildung von Kindern durch Bezahlung von drei Lehrern.